# جلال‌الدین حسن
جلال‌الدین حسن یا جلال‌الدین نومسلمان (زمان حیات ۶۱۸–۵۶۲ هجری قمری) ششمین فرمانروای اسماعیلیه در قلعه الموت است. او پس از مرگ پدرش در سال ۶۰۷ به رهبری اسماعیلیه رسید. او از همان هنگام حیات پدر با باورهای او مخالف بود و با خلیفه بغداد مکاتباتی داشت و در آنها از بدعت پدر تبری می‌جست. جلال‌الدین حسن پس از وفات محمد بن حسن، پدر جلال‌الدین، و به محض آنکه به رهبری نزاریه رسید، عقیده و تعالیم قیامت را، که پدربزرگش در ۵۵۹ اعلام کرده بود، طرد و انکار کرد و اظهار مسلمانی نمود و پیروان خود را ملزم به احکام و شریعت نمود و در این باره به خلیفه بغداد و سلطان محمد خوارزمشاه نامه نوشت. درالخلافه بغداد نیز دربارهٔ جلال‌الدین ملاطفت‌های فراوان نمود و به همهٔ بلاد اسلام نامه نوشتند و فتوی دادند که جلال‌الدین و پیروانش مسلمانند. از این جهت او را جلال‌الدین نو مسلمان خواندند و پیروان او را که سابقاً ملحد می‌دانستند، نیز نو مسلمان نامیدند.
به همین سبب میان پیروان حسن صباح و اهل سنت و شیعیان، که از آغاز، همواره نزاع و ستیز میان آنها حاکم بود، و کشتارهای فجیع از سوی هر دو طرف صورت می‌گرفت. در اوایل سده هفتم هجری / سیزدهم میلادی، میان آنها صلح و آشتی افتاد و پیروان اسماعیلیه از «ملحدی» بیرون آمدند. از آن پس حق حاکمیت او بر سرزمین‌های تحت قلمرو نزاریه برای نخستین بار، از سوی خلیفه عباسی به‌رسمیت شناخته شد و مورد لطف خاص خلیفه قرار گرفت حتی جلال‌الدین حسن در سال ۶۰۹ ق / ۱۲۱۲ م، مادر خود را به سفر حج فرستاد.
جلال‌الدین حسن با رابطهٔ دوستانه‌ای که با شهرهای اطراف الموت برقرار کرد وحشت و هراس دنیای خارج را از نام الموت که قلعهٔ مرگ و کمین‌گاه فساد تلقی می‌شد، فرو کاست. او از دربار خلافت اجازه خواست تا با امیران گیلان خویشاوندی کند. به دنبال این اجازه، جلال‌الدین چهار دختر از اهالی گیلان را به ازدواج خود درآورد. چون چنگیز خان مغول به ایران حمله کرد، جلال‌الدین حسن فرستاده‌ای نزد خان مغول فرستاد و فرمانبرداری فرقه خود را اعلام داشت. چنگیز خان نیز او را امان داد و بدین ترتیب قلعه الموت از حملهٔ نخست مغول ایمن ماند. جلال‌الدین نو مسلمان یازده سال و نیم حکومت کرد و در رمضان سال ۶۱۸ ق / اکتبر ۱۲۲۱ میلادی درگذشت. ظاهراً مرگ وی به خاطر زهری بود که خواهر و همسرانش به تحریک تندروان به وی خوراندند.